# Дијана Васић
Дијана Васић (Тузла, 22. јул 1983) је бивша босанскохерцеговачка одбојкашица и репрезентативка. Највећи део каријере провела је наступајући за Јединство из Брчка, а награђивана је и за најбољу спортисткињу Републике Српске и Босне и Херцеговине. Висока је 182 центиметра и играла је на позицији примача сервиса.

## Биографија
Дијана Васић је одбојком почела да се бави 1996. године, приступивши тадашњем југословенском клубу Јединство из Брчка. Убрзо се прикључила првој екипи, са којом је изборила пласман у Прву лигу. Клуб је напустила пре формирања заједничке лиге на територији Босне и Херцеговине, а затим наступала у Хрватској, односно Србији и Црној Гори. У периоду од 2001. до 2005. играла је за Кварнер из Ријеке, Србијанку из Ваљева и Радник из Бијељине. Након тога се, 2006, вратила у матично Јединство. Са клубом је редовно наступала у континенталним такмичењима, пре свих у Лиги шампиона за одбојкашице и ЦЕВ купу. За клуб је активно наступала све до 2017. године, освојивши 11 титула у шампионату и 9 медаља намењених победнику одбојкашког купа Босне и Херцеговине. Након повлачења из професионалне одбојке, одлучила је да покрене сопствену академију.
Са својим супругом Томиславом има ћерку Мију.